# 2S3
Die 2S3 Akazija (GRAU-Index, russisch 2С3 Акация Akazie „Akazie“) ist eine in der Sowjetunion Ende der 1960er-Jahre entwickelte 152-mm-Kanonenhaubitzen-Selbstfahrlafette. Von der NATO erhielt sie zunächst die vorläufigen Bezeichnungen SO-152 bzw. M1973, da sie erstmals 1973 beobachtet wurde.

## Entwicklung
Mitte 1967 forderte die Sowjetarmee ein selbstfahrendes Geschütz, welches auf einem Gefechtsfeld mit CBRN-Waffen den schnellen Panzerdivisionen bei ihrem Vorrücken folgen kann. Mit dem neuen Geschütz sollten die Selbstfahrlafetten ISU-152 ersetzt werden. Daraufhin erteilte die Hauptverwaltung für Raketen und Artillerie (GRAU) einen Entwicklungsauftrag an die Industrie. Die Entwicklung vom Kettenfahrgestell erfolgte bei Uralmasch. Dabei griffen die Konstrukteure auf das Fahrgestell mit dem GABTU-Index „Objekt 123“ zurück, welches bereits bei der 2K11 Krug (NATO-Codename: SA-4 Ganef) verwendet wurde. Das Geschütz wurde im Büro von Fjodor Fjodorowitsch Petrow entwickelt. Dabei wurde die 152-mm-Kanonenhaubitze D-20 für den Einsatz auf der Selbstfahrlafette angepasst. Die ersten zwei Prototypen waren im Herbst 1968 bereit; sie wurden bis 1969 getestet und verbessert. Daraufhin wurden vier Vorserienfahrzeuge für die Truppenerprobung gebaut und getestet. Die Auslieferung des nun als 2S3 in den GRAU-Index aufgenommenen Artilleriesystems an die Sowjetarmee erfolgte ab 1972. Daraufhin lief Produktion der 2S3 für 18 Jahre.

## Varianten
- 2S3 Akazija: 1. Serienversion aus dem Jahr 1972. Mit 40 Geschossen Bereitschaftsmunition.
- 2S3M Akazija: 2. Serienversion aus den späten 1970er und 1980er Jahren. Mit abgeändertem Waffenturm mit einem Maschinengewehr, verbesserter Ladehilfe und 46 Geschossen Bereitschaftsmunition.[1]
- 2S3M1 Akazija: Nachgerüstete Artilleriesysteme aus den späten 1980er und 1990er Jahren. Mit neuer Elektronik und Funkanlage sowie verbesserten Richtmitteln. Kann präzisionsgelenkte Artilleriegranaten vom Typ 3OF39 Krasnopol verschießen.[3]
- 2S3M2 Akazija: Prototyp für den Export. Ausgerüstet mit einem L/39-Geschütz mit Kaliber 155 mm.[3]
- 2S3M3 Akazija: Prototyp mit verbesserter 152-mm-Kanonenhaubitze 2A33M.

## Technik

### Fahrzeug
Die Wanne ist aus Panzerstahl mit einer maximalen Materialstärke von 15 mm geschweißt. Auf die Wanne ist im hinteren Bereich der Drehturm für die Kanonenhaubitze aufgesetzt. Die Panzerung der Turmfront ist 30 mm stark. Sie schützt vor Granatsplittern und dem Beschuss aus Infanteriewaffen. Die 2S3 wiegt in gefechtsbereitem Zustand 27,5 Tonnen. Das Fahrzeug ist 7,76 m lang (ohne Geschützrohr), 3,25 m breit und 3,05 m hoch. Sie hat ein drehstabgefedertes Stützrollenlaufwerk, das aus sechs doppelt gummibereiften Laufrädern auf jeder Seite besteht, wobei sich das Antriebsrad vorn und das Leitrad hinten befindet. Angetrieben wird das Fahrzeug von einem vorn in der Wanne verbauten V12-Dieselmotor W-59 mit 520 PS (382 kW). Der Kraftstoffvorrat beträgt 830 Liter. Das manuell geschaltete Umlaufrädergetriebe hat 6 Vorwärts- sowie 2 Rückwärtsgänge. Die Höchstgeschwindigkeit auf der Straße beträgt 60 km/h. Der Fahrbereich beträgt auf der Straße 500 und im Gelände 270 km. Das Fahrzeug kann Steigungen von 60 % und 0,7 m hohe Hindernisse überwinden. Die maximal zulässige Querneigung liegt bei 30 % und das Fahrzeug kann Gewässer bis zu einer maximalen Tiefe von 1 m durchfahren. Die Bodenfreiheit beträgt 45 cm und der spezifische Bodendruck liegt bei 0,59 kg/cm². Die Grabenüberschreitfähigkeit beträgt maximal 3 m. Das Fahrzeug verfügt über ABC-Schutz. An der Fahrzeugfront befindet sich eine hydraulische Räumschaufel. Der Fahrerplatz befindet sich vorne links und der Rest der Besatzung ist im hinteren Teil des Fahrzeuges im Waffenturm untergebracht. Das Auf- und Absitzen der Besatzung erfolgt durch eine Tür auf der linken Seite des  Waffenturms sowie eine im Fahrzeugheck. Zur Selbstverteidigung ist ab der Ausführung 2S3M links auf dem Turmdach, auf der Kommandantenkuppel, ein 7,62-mm-Maschinengewehr vom Typ PKT mit einem Kampfsatz von 1500 Schuss montiert. Am Waffenturm ist ein OU-3K-Weißlicht- und Infrarotscheinwerfer für die TKN-3A-Nachtsichtoptik angebracht. Weiter sind im Waffenturm die Richtmittel sowie die Visiereinrichtung verbaut. Für indirektes Feuer wird die PG-4-Visieranlage verwendet und mit dem OP5-38-Zielfernrohr können Ziele im Direktschuss bekämpft werden. Die 2S3 kann in einer An-22 luftverlastet werden.

### Geschütz

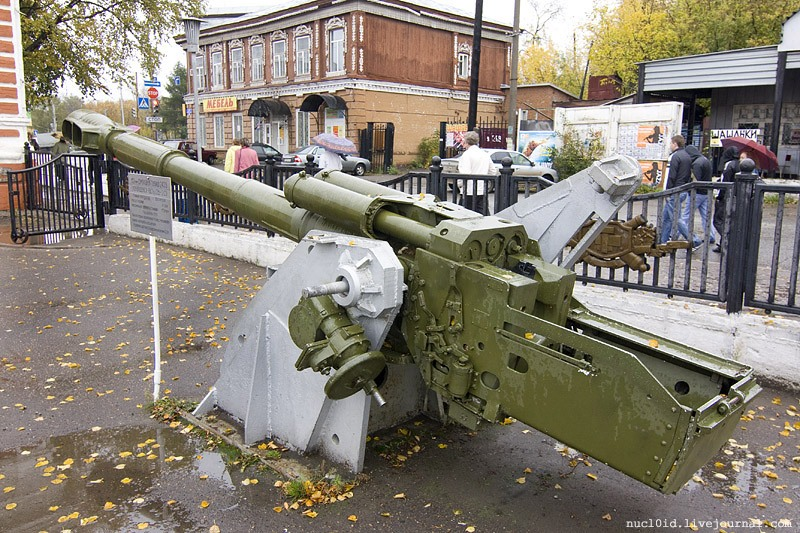
2A33-Kanonenhaubitze der 2S3

Im Waffenturm ist die 152-mm-Kanonenhaubitze 2A33 (D-22) verbaut. Dies ist eine abgeänderte Ausführung der Kanonenhaubitze D-20 mit 28 Kaliberlängen (L/28) und einem Rauchabsauger. Der Seitenrichtbereich des Geschützes beträgt 360° und der Höhenrichtbereich liegt bei −4 bis +60°. Bei der Rohrwiege sind am Geschützrohr zwei hydropneumatische Rohrbremsen und Rohrvorholer montiert. Am Rohrende ist eine Zweikammer-Mündungsbremse angebracht, die den Rückstoß mindert. Das Geschütz verwendet einen vertikalen Keilverschluss. Am Geschütz ist eine halbautomatische Ladehilfe montiert. Diese verwendet einen hydraulischen Ketten-Ladestock (Ketten-Stampfer bzw. Förderstempel). Die Ladehilfe führt das Geschoss zu und setzt es im Rohr an. Danach werden die Treibladungskartuschen geladen und zugeführt. Bei der 1. Ausführung 2S3 waren im Turmheck in drei Lagen 40 Geschosse und Kartuschen gelagert. Ab der Ausführung 2S3M sind 46 Geschosse und Kartuschen in einem horizontalen Trommelmagazin untergebracht. Das Magazin kann über zwei kreisförmige Ladeluken von hinten beladen werden, auch während des Schießbetriebs.
Kurzzeitig ist mit der 2S3 eine Schussfolge von 4 Schuss pro Minute möglich. Für anhaltendes Feuer ist eine Schussfolge 1–2 Schuss pro Minute möglich.

### Munition
Die 2S3 verwendet dieselbe Munition wie die 152-mm-Kanonenhaubitze D-20. Das heißt es wird halbgetrennte Munition mit Kartuschen aus Messing verwendet. Die Kartuschen werden vor dem Ladevorgang mit bis zu sechs Treibladungsbeuteln (Zonenladungen) bestückt. Beim Ladevorgang wird die beladene Kartusche auf das Geschoss aufgesteckt. Für die 2S3 steht eine breite Munitionspalette zur Verfügung (siehe Munition für die 152-mm-Kanonenhaubitze D-20). Mit der Standard-Sprenggranate 3OF25 wird eine Schussdistanz von 17,4 km erreicht. Mit der 3WOF27-Sprenggranate mit Raketenantrieb beträgt die maximale Schussdistanz 20,5 km.

## Gefechtsgliederung
In der Sowjetarmee war jeder Panzerdivision ein Artillerieregiment bestehend aus vier Abteilungen mit insgesamt 48 2S3 zugeteilt. Einer mot. Schützendivisionen war ein Artillerieregiment, bestehend aus drei Abteilungen mit insgesamt 36 2S3, zugeteilt. Daneben wurde die 2S3 auch in der Divisionsartillerie bzw. in der Divisionsartilleriegruppe dieser Truppen eingesetzt. Bei den russischen Streitkräften sind den mot. Schützendivisionen vier Abteilungen mit insgesamt 54–72 2S3 zugeteilt. Daneben wird die 2S3 auch in Bataillonskampfgruppen verwendet.

## Kampfeinsätze
Das Geschütz wird im Russisch-Ukrainischen Krieg von beiden Seiten eingesetzt. Laut dem Oryx-Blog gingen mit Stand Januar 2025 mindestens 51 Geschütze der Ukraine und mindestens 177 Geschütze Russlands verloren.

## Nutzerstaaten
- Algerien – 30
- Angola – 4 (aus bulgarischen Beständen)
- Armenien – 36
- Aserbaidschan – 14 (aus russischen Beständen)
- Äthiopien – 10 (aus russischen Beständen)
- Belarus – 168
- Bulgarien – 20
- Deutsche Demokratische Republik – 95
- Demokratische Republik Kongo – 10
- Georgien – 13 (aus ukrainischen Beständen)
- Irak – 150
- Kasachstan – 120
- Kuba – 20
- Libyen – 168
- Russland – 750 (ursprünglich über 2.000 Stk. im Bestand)
- Slowakei – 4
- Südsudan – unbekannte Anzahl aus ukrainischen Beständen
- Syrien – 55
- Tadschikistan – 4 (aus russischen Beständen)
- Tschechien – 12 (aus ungarischen Beständen)
- Turkmenistan – 16 (aus russischen Beständen)
- Ungarn – 18
- Ukraine – 500
- Usbekistan – 17 (aus russischen Beständen)
- Vietnam – 30

Quellen:

## Fotos & Videos

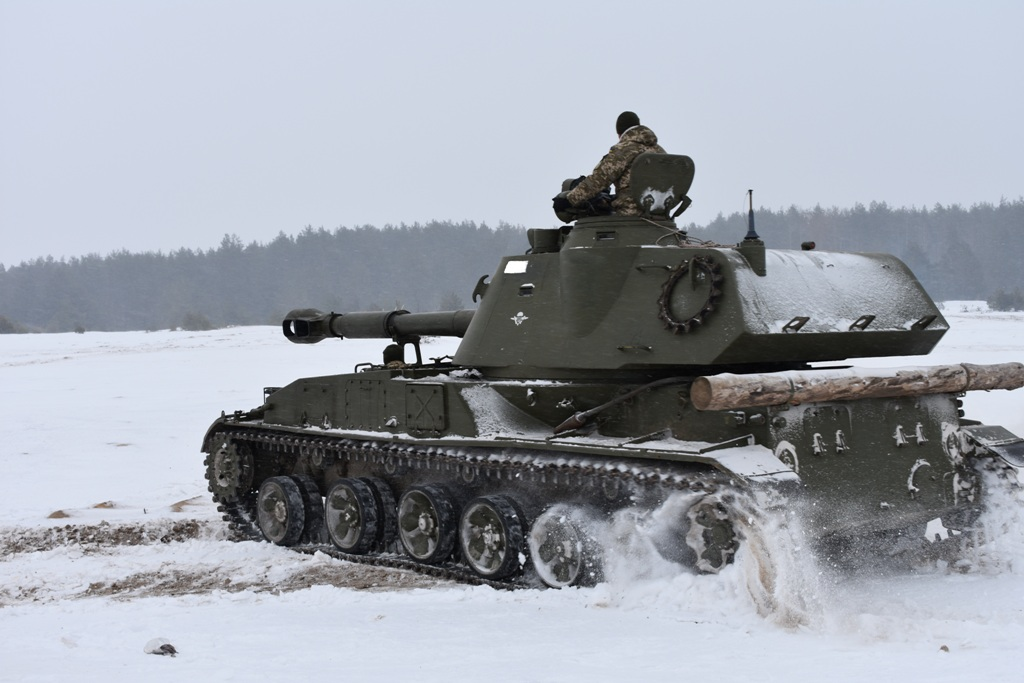
Russische 2S3 während einer Übung in Kamtschatka im Jahr 2017
- Ukrainische 2S3 im Januar 2017
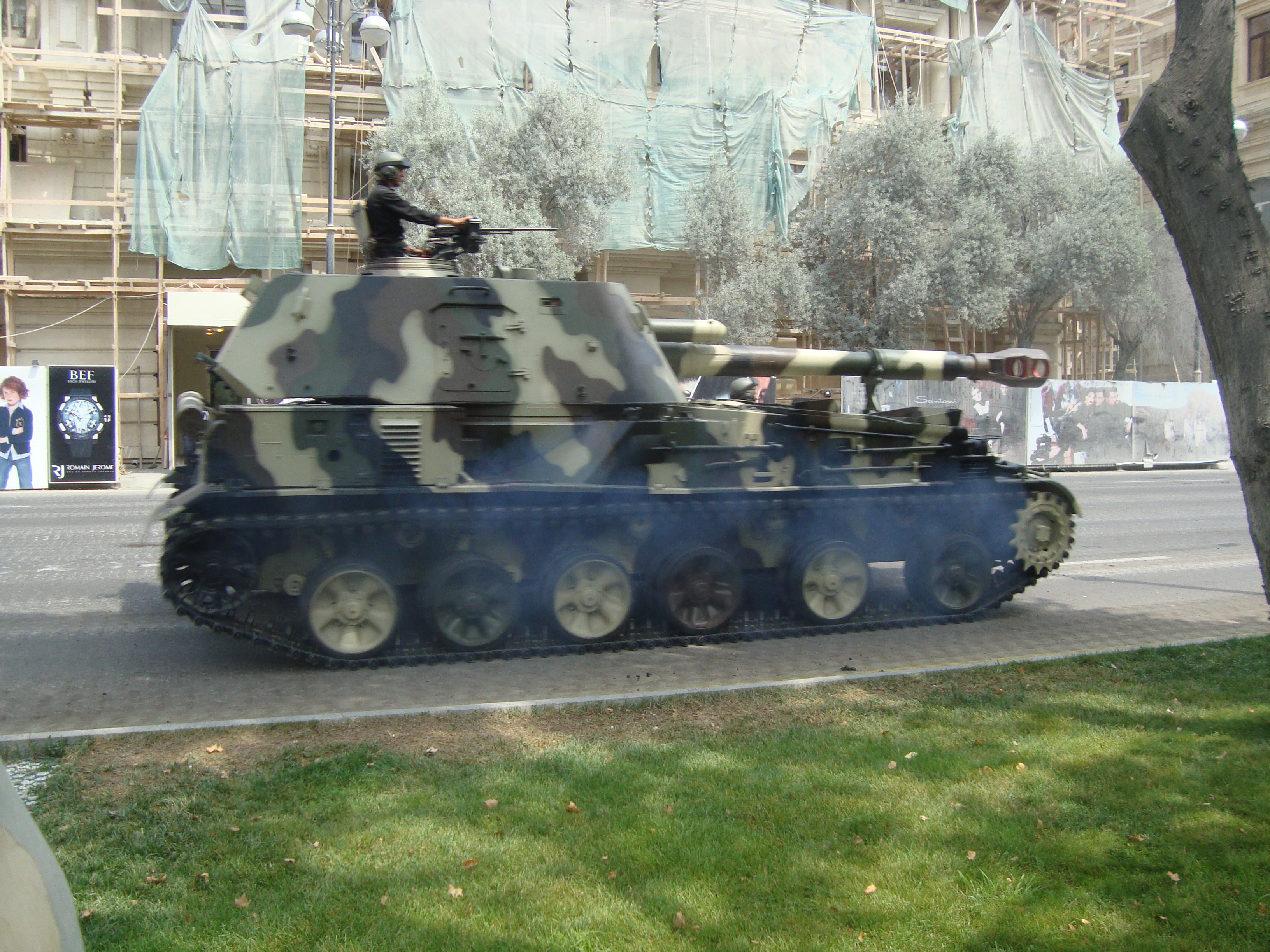
2S3 auf einer Militärparade in Baku im Jahr 2013
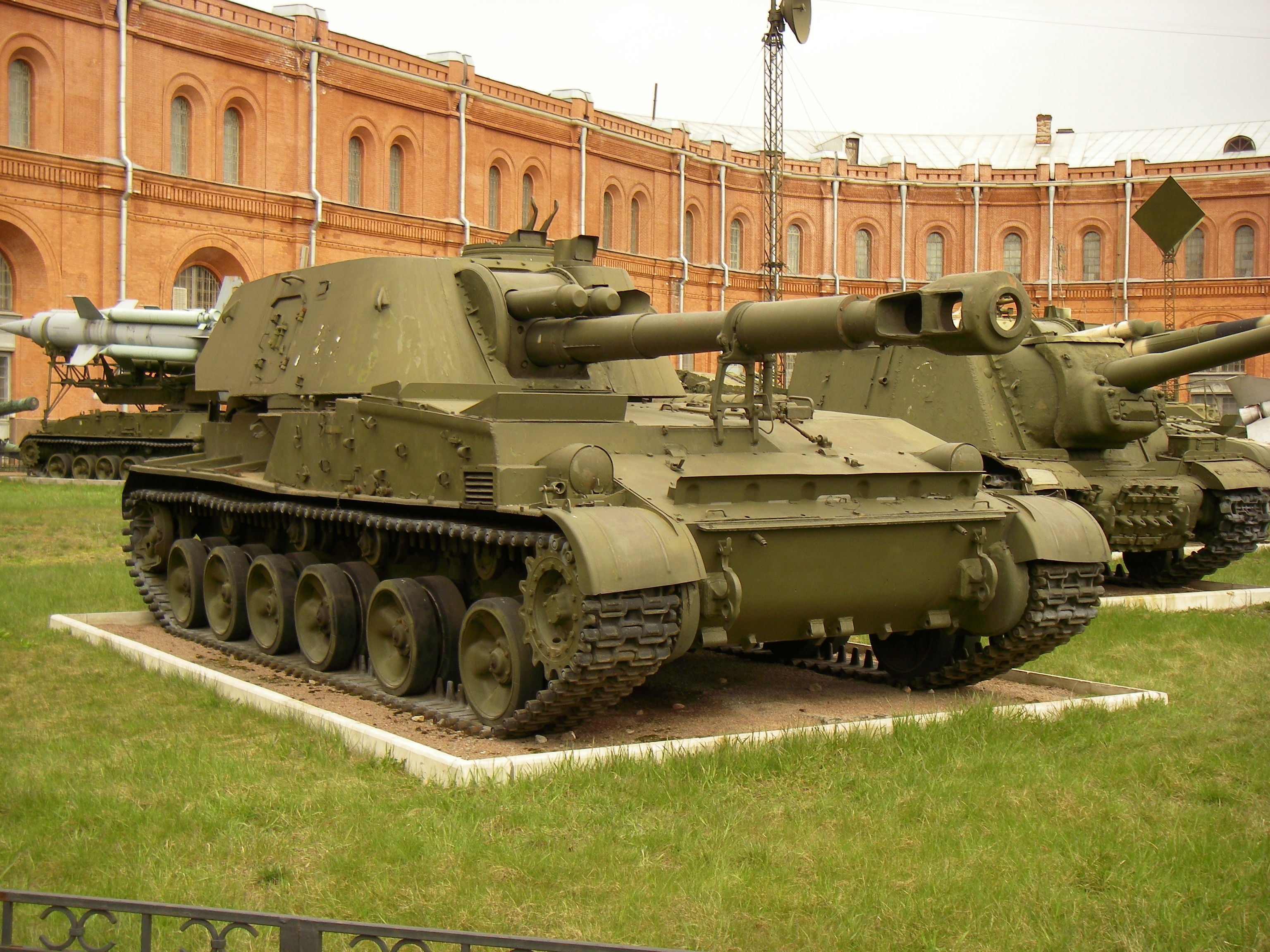
2S3 im Artillerie-Museum Sankt Petersburg